# Organización Femenina Popular
Organización Femenina Popular är en kvinno- och medborgarrättsorganisation i Colombia.
Organización Femenina Popular bildades 1972 i Barrancabermeja, en stad som i perioder har behärskats av olika beväpnade grupper: ELN, FARC och från slutet av 1990-talet paramilitära trupper. Den startade som en välgörenhetsorganisation med soppkök för fattiga, men har efter hand utvidgat sin verksamhet till att omfatta försvar för mänskliga rättigheter.
Organisationens medlemmar utsätts för våld och hot om våld av alla parter i det pågående inbördeskriget.
Organización Femenina Popular mottog genom sin ordförande Yolanda Becerra 2007 års Per Angerpris med motiveringen: "för att i en hotfull miljö trotsa vapenmakt och stärka de röster som riskerar att tystas".